# Xoxiyaoyotl
La xoxiyaoyotl, aussi appelée guerre fleurie ou guerre des fleurs était une coutume guerrière et technique de guerre chez les Aztèques.
Toute la nation prenait les armes, les peuples de chaque province commençaient à faire des incursions sur leurs voisins pour des razzias destinées à ramener le plus de captifs possible. L'adversaire n'était pas tué mais capturé vivant afin de pouvoir ensuite l'offrir en sacrifice aux dieux.